# Eremophila margarethae
Eremophila margarethae är en flenörtsväxtart som beskrevs av Spencer Le Marchant Moore. Eremophila margarethae ingår i släktet Eremophila och familjen flenörtsväxter. Inga underarter finns listade i Catalogue of Life.